# 나할오즈

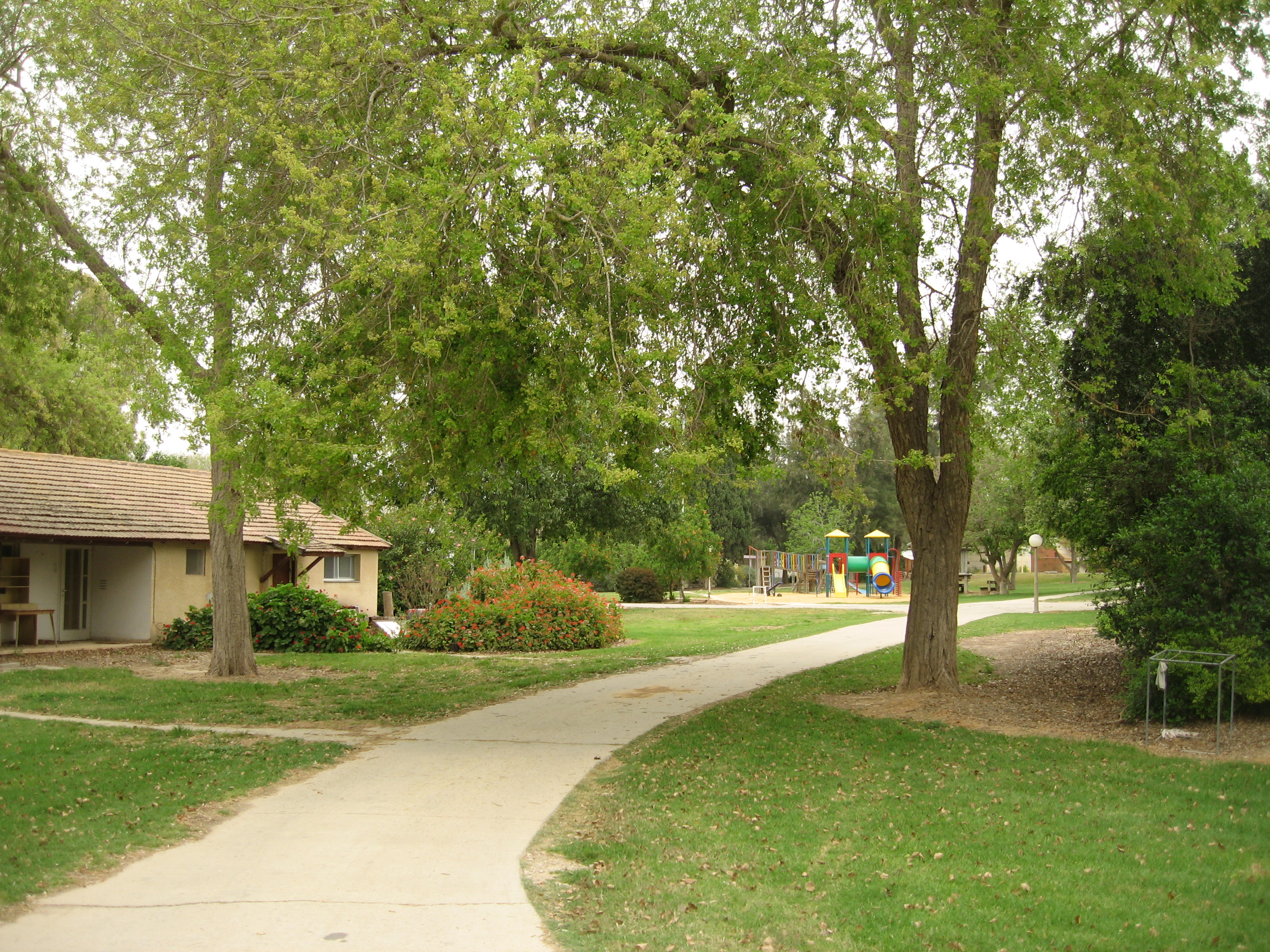

나할오즈(Nahal Oz, 히브리어: נחל עוז, 문자 그대로 "힘찬 개울")는 이스라엘 남부에 있는 키부츠이다. 네게브 사막 북서부의 가자 지구 국경에 가깝고 스데로트와 네티봇의 개발 마을 근처에 위치하며, 샤아르 하네게브 지방의회 관할에 있다. 2016년에는 363명의 인구가 있었다. 인근의 IDF 군사 기지도 같은 이름으로 알려져 있다.

## 역사

### 설립
이 키부츠는 1951년 이스라엘 최초의 나할 정착지로 설립되었다. 처음에는 나할라임 물 아자(히브리어: נחלאים מול עזה, 문자 그대로 가자 건너편의 나할 군인들)라고 불렸다. 1953년 민간 공동체가 되었다. 대부분의 구성원은 이스라엘 도시에서 왔으며 마파이와 밀접한 관계를 맺고 있었다.

### 로이 로트베르크 살해와 모셰 다얀의 추도사
1956년 4월, 키부츠 보안 책임자인 로이 로트베르크는 가자에서 침투한 자들에게 매복 공격을 받아 사망했다. 로텐베르크의 장례식에는 당시 참모총장이었던 모셰 다얀이 참석했으며, 그는 이스라엘에게 자성하고 국가적 사고방식을 탐구하라고 촉구하는 널리 칭송받는 추도사를 발표했다.
"어제 이른 아침 로이가 살해되었다. 조용한 봄 아침 햇살이 그를 눈부시게 하여 밭고랑 끝에 매복해 있던 자들을 보지 못했다. 오늘은 살인자들을 비난하지 말자. 그들의 우리에 대한 불타는 증오를 왜 선언해야 하는가? 8년 동안 그들은 가자 난민 캠프에 앉아 있었고, 그들의 눈앞에서 우리는 그들과 그들의 조상이 살았던 땅과 마을을 우리의 재산으로 바꾸어 놓았다. 로이의 피는 가자의 아랍인들 사이에서가 아니라 우리 자신 속에서 찾아야 한다. 우리는 어떻게 눈을 감고 우리의 운명을 정면으로 바라보기를 거부하며, 우리 세대의 운명을 그 모든 잔인함 속에서 보지 않았는가? 우리는 나할오즈에 사는 이 젊은이들이 가자의 무거운 문을 어깨에 메고 있다는 사실을 잊었는가? 국경의 밭고랑 너머에는 증오와 복수심의 바다가 부풀어 오르고 있으며, 평온이 우리의 길을 무디게 할 날, 우리에게 무기를 내려놓으라고 촉구하는 악의적인 위선의 사절들의 말을 들을 날을 기다리고 있다. 로이의 피는 그의 찢겨진 몸에서 우리에게, 오직 우리에게만 울부짖고 있다. 비록 우리의 피가 헛되이 흐르지 않겠다고 천 번 맹세했지만, 어제 다시 우리는 유혹에 빠졌고, 들었고, 믿었다.
우리는 오늘 우리 자신과 결산할 것이다. 우리는 땅을 개척하는 세대이며, 강철 투구와 대포의 입이 없이는 나무를 심고 집을 지을 수 없을 것이다. 우리 주변에 사는 수십만 아랍인들의 삶을 불태우고 채우는 증오를 보는 것을 막지 말자. 우리의 팔이 약해지지 않도록 눈을 돌리지 말자. 이것이 우리 세대의 운명이다. 이것이 우리의 삶의 선택이다 – 준비되고 무장하며, 강하고 단호해야 칼이 우리의 주먹에서 빼앗기고 우리의 삶이 끊어지지 않을 것이다. 텔아비브를 떠나 가자 문에 집을 짓고 우리의 벽이 되려 했던 젊은 로이는 그의 마음속 빛에 눈이 멀어 칼날의 섬광을 보지 못했다. 평화를 향한 갈망이 그의 귀를 먹먹하게 하여 매복한 살인의 목소리를 듣지 못했다. 가자의 문이 그의 어깨에 너무 무거워 그를 덮쳤다."

### 1997년-2023년 사건
키부츠의 사유화는 1997년에 시작되었다.
2006년 레바논 전쟁 이후, 전쟁에서 아들을 잃은 이스라엘 소설가 데이비드 그로스만은 로이 로트베르크에 대한 다얀의 추도사와 비교되는 추도사를 발표했다.
2014년 8월 22일, 보호의 경계 작전 중 4세 키부츠 거주자 다니엘 트레거만은 가자 지구에서 날아온 박격포 공격으로 사망했다.

### 2023년 하마스 주도 공격
2023년 10월, 수십 명의 하마스 무장대원이 10월 7일 공격 중 나할오즈에 진입했다. 무장대원들은 인근 군사 기지를 공격하여 골라니 여단 소속 41명과 전투 정보 수집대 소속 20명의 군인을 살해했다. 무장대원들은 기지의 군인들에게 인화성 물질을 살포했으며, 이는 또한 질식을 유발하는 유독 가스를 방출했다. 

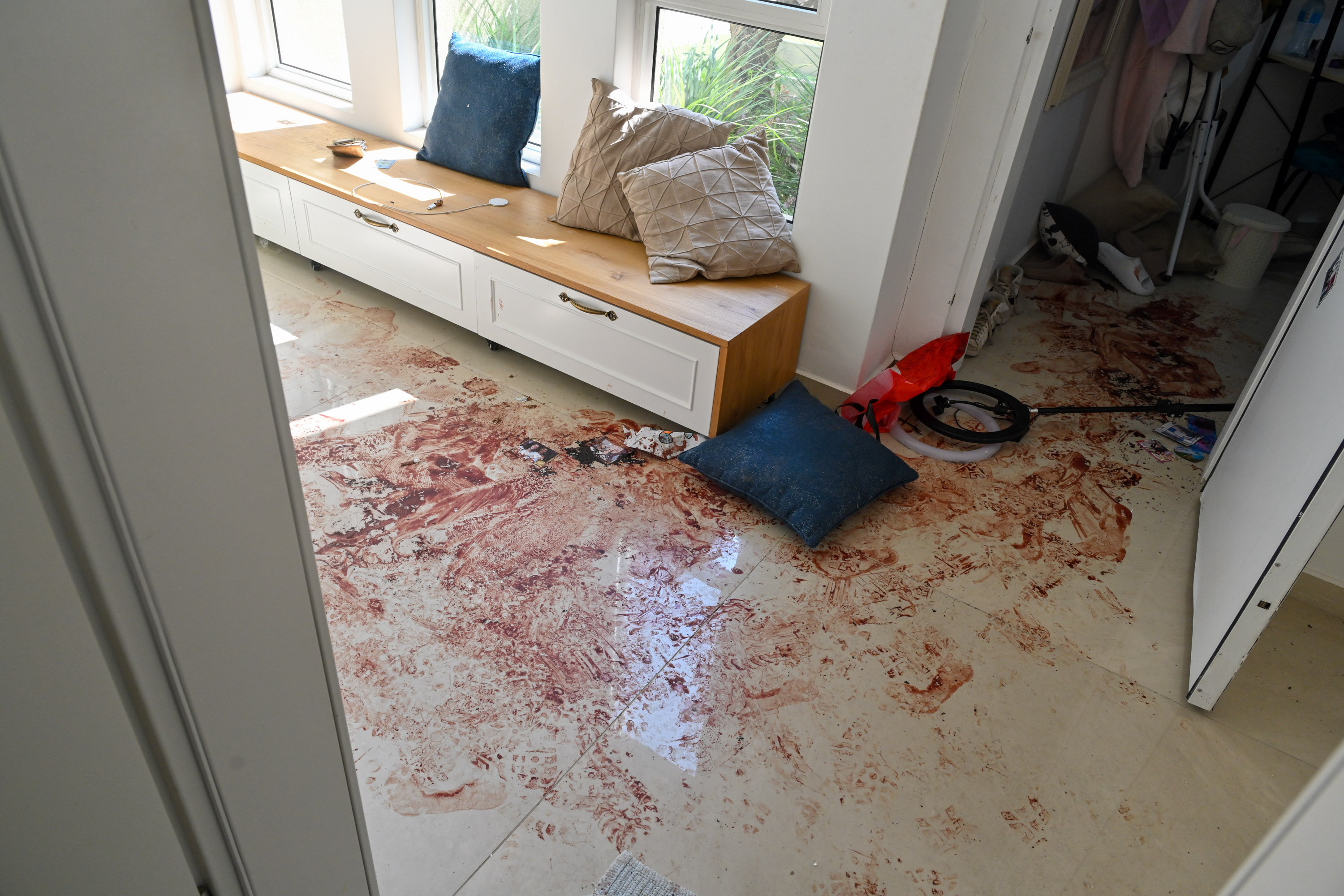
공격 후 가자 지구 인근

 일부 무장대원들은 키부츠에도 침입하여 민간인 15명을 살해하고 8명을 인질로 잡았다. 키부츠는 12시간 동안 하마스에 점령되었고, IDF가 무장대원들을 사살하고 키부츠의 통제권을 되찾을 때까지 계속되었다. 하마스는 또한 부모와 세 자녀로 구성된 5인 가족을 인질로 잡고 가자로 철수했다. 납치 사건은 테러리스트들이 어머니의 전화기를 사용하여 실시간으로 중계되었고, 이는 가족의 나머지 구성원들에게 납치 사실을 알렸다. 하마스 무장대원들이 자행한 방화와 기물 파손으로 상당수의 주택이 파괴되거나 거주 불가능하게 되어 키부츠 주민들이 이주하게 되었다.

## 경제
키부츠는 당근, 면화, 밀을 재배하며 젖소 600마리를 사육하는 낙농장을 운영한다. 과거 수입원으로는 산업용 래칫 비트를 생산하는 금속 공장과 보안 카메라를 웹에 연결하는 첨단 기술 회사인 오즈비전이 있다.
2023년 2월, 이스라엘 국가 인프라 위원회 팀이 국경을 따라 1,720-헥타르 (4,250-에이커) 규모의 태양광 패널 단지 건설을 준비하기 위해 해당 지역을 조사했다.

## 주목할 만한 거주자
- 아미르 티본, 언론인

## 갤러리

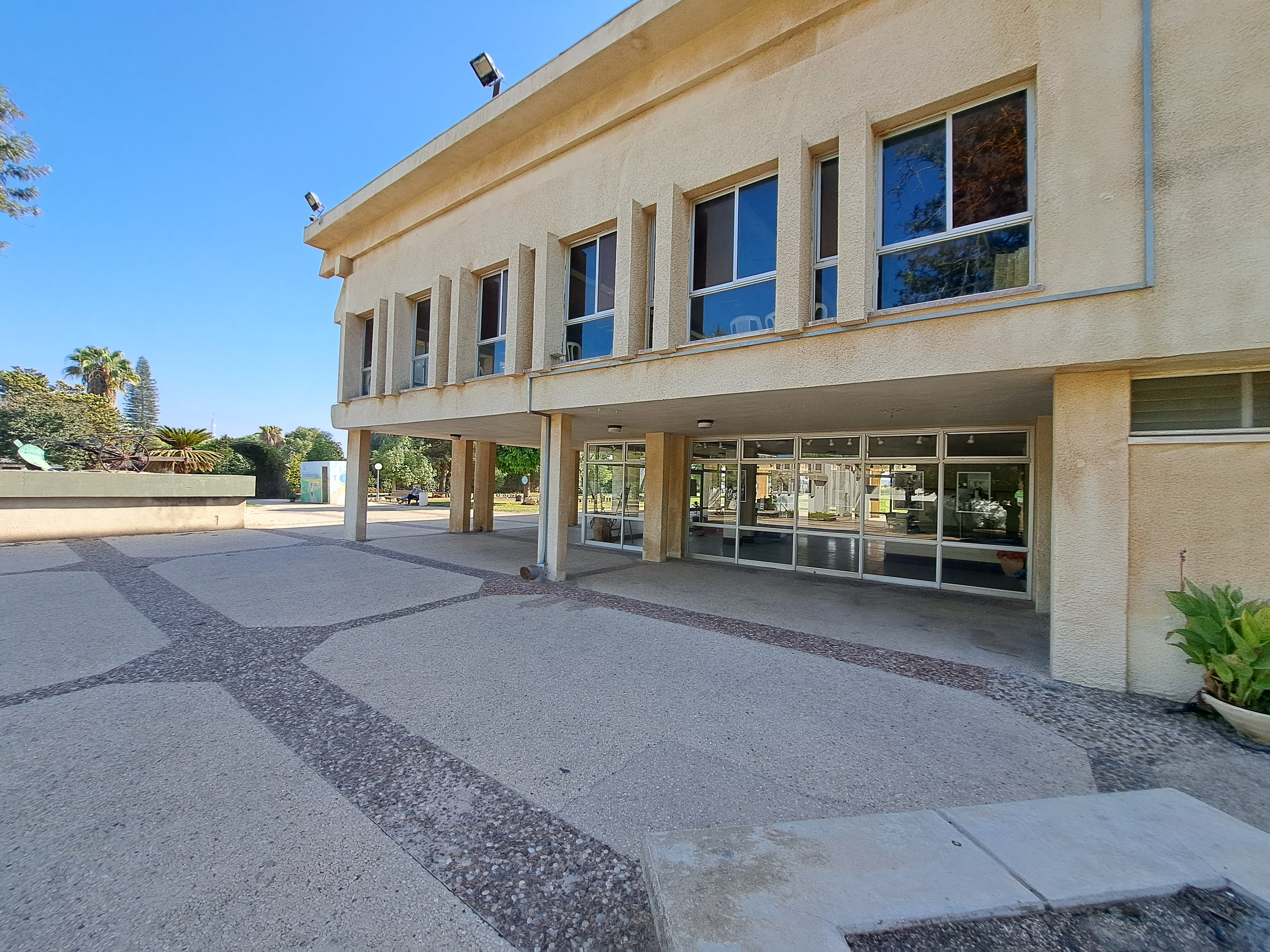
식당
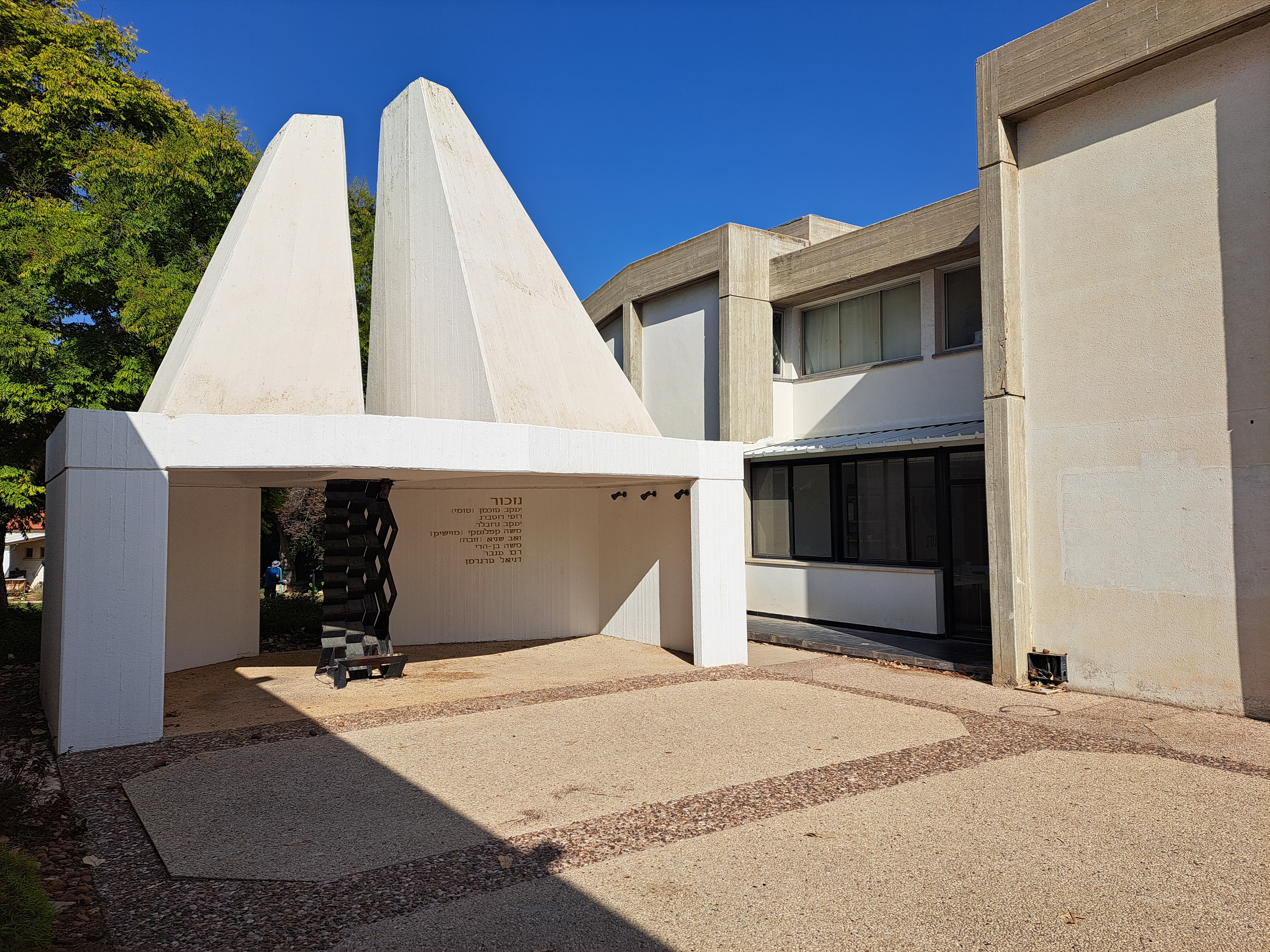
기념비
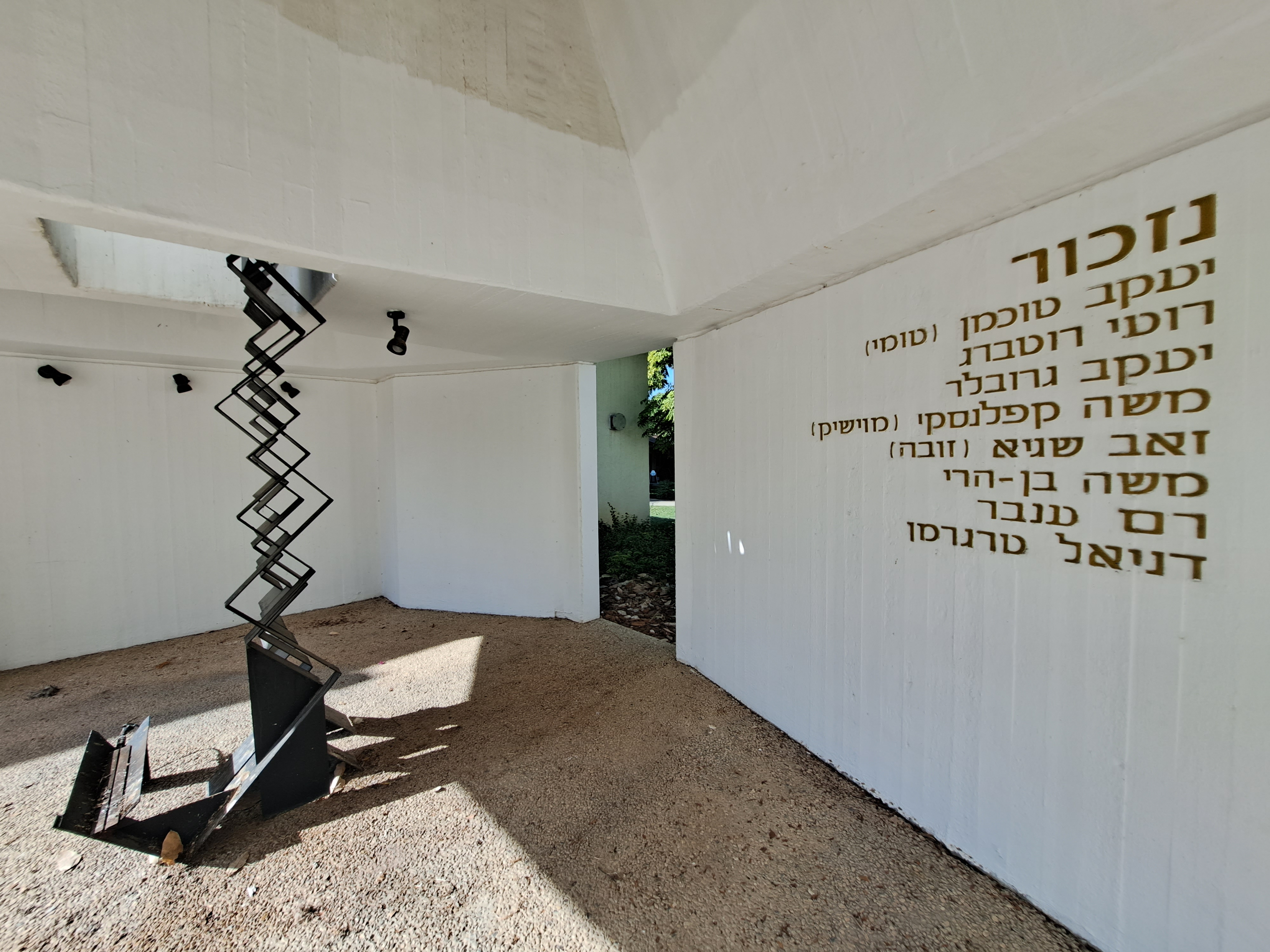
기념비

## 같이 보기
- 나할오즈 관측소 기념비

## 내용주
1. ↑  The name ""Mighty Stream, 히브리어: נחל עוז is a pun with 히브리어: נַחַ"ל עֹז, lit. "Mighty Nahal"